# Saint-Beauzire (Puy-de-Dôme)
Saint-Beauzire település Franciaországban, Puy-de-Dôme megyében. Lakosainak száma 2210 fő (2022. január 1.). Saint-Beauzire Ennezat, Chappes, Gerzat, Lussat, Malintrat, Ménétrol és Riom községekkel határos.

## Népesség
A település népessége az elmúlt években az alábbi módon változott:
| Lakosok száma | 2103 | 2102 | 2171 | 2180 | 2219 | 2218 | 2214 | 2209 | 2210 |
|               | 2013 | 2015 | 2016 | 2017 | 2018 | 2019 | 2020 | 2021 | 2022 |